# Microgiton albidior
Microgiton albidior är en fjärilsart som beskrevs av M.Gaede 1926. Microgiton albidior ingår i släktet Microgiton och familjen björnspinnare. Inga underarter finns listade i Catalogue of Life.